# Чонгарский пролив
Чонга́рский проли́в (укр. Чонгарська протока, крымскотат. Çonğar boğazı, Чонгъар богъазы) — пролив между полуостровом Крым и материком. Пролив разделяет небольшие полуострова Чонгар и Тюп-Джанкой.
Чонгарский пролив разделяет залив Сиваш Азовского моря на две части: восточную и западную. Длина пролива около 300 м, ширина 80-150 м, глубина менее 3 м.

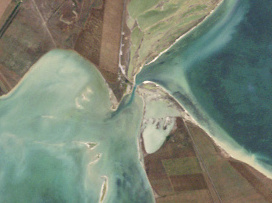
Спутниковый снимок пролива

## Этимология
Название произошло от турецко-татарского слова «чонгар, жонгар» (джунгар), так турки и крымские татары называли калмыков (джунгар), которые перекочевав из Джунгарии в XVII—XVIII в.в., часто совершали набеги на Крымское ханство, проходя через указанный узкий, часто пересыхавший пролив в Крым.

## История
Во время Гражданской и Великой Отечественной войн в районе Чонгарского пролива проходили крупные бои.

## Достопримечательности
На херсонском берегу пролива расположено заброшенное кафе Чонгар. Через пролив перекинуто два автомобильных моста на автодороге E 105. Старый мост, располагающийся южнее, заброшен.

## Топографические карты
- Лист карты L-36-82 Стальное. Масштаб: 1 : 100 000. Состояние местности на 1987 год. Издание 1998 г.